# Tonggu, Youyang
Tonggu (kinesiska: 铜鼓) är en köping i sydvästra Kina. Den ligger i häradet Youyang i storstadsområdet Chongqing, omkring 220 kilometer sydost om det centrala stadsdistriktet Yuzhong. Antalet invånare är 19 175. Befolkningen består av 9 183 kvinnor och 9 992 män. Barn under 15 år utgör 28,0 %, vuxna 15-64 år 57 %, och äldre över 65 år 14,0 %.